# 正義使者是靠不住
「正義使者是靠不住」（日语：正義の味方はあてにならない）是SMAP的第2張單曲，於1991年12月6日由Victor Entertainment發行。

## 簡介
- 是Panasonic傳真機的廣告歌。後來SMAP的第3張單曲「心之鏡」也是這個廣告的背景音樂。
- B面的「KISS OF FIRE」是Panasonic文書處理器的廣告歌。後來SMAP的第6張單曲「下雪了」中的B面「100萬的語言」也是這個廣告的背景音樂。
- 小倉めぐみ是首次為SMAP的歌曲作詞，而森浩美則常常為SMAP的初期歌曲作品作詞。作曲為馬飼野康二，在上次的作品中他是以Jimmy Johnson的名義，這次是首次以馬飼野康二名義參與，因此可算是第二次參與SMAP的歌曲作品。至於為何更改名義則是原因不明。他常常參與SMAP往後推出的單曲作品。
- 和上次作品一樣，都是6人合唱為主，其中木村拓哉有獨唱部分，其他成員則有類似對白的部分。因歌曲背景是校園，所以能聽到學校上課鐘聲、搬動桌子的聲音及向老師敬禮的聲音。
- 這張單曲在Oricon上的排名是第10名，是SMAP所有單曲中排名最低的，但是累積銷量並不低。
- 「正義使者是靠不住」亦收錄在2001年3月23日發售的精選專輯『Smap Vest』，「KISS OF FIRE」則收錄在1992年1月1日發售的專輯『SMAP 001』。
- 事務所的後輩Johnny's Jr.曾在演唱會上唱出這歌。

## 收錄歌曲
1. 正義使者是靠不住
  - 作詞:小倉めぐみ  / 作曲:馬飼野康二 / 編曲:新川博
2. KISS OF FIRE
  - 作詞:森浩美 / 作曲:馬飼野康二 / 編曲:船山基紀
3. 正義使者是靠不住 (Original Karaoke)
4. KISS OF FIRE (Original Karaoke)

## 外部連結
- 正義使者是靠不住 （页面存档备份，存于） （Victor Entertainment）（日語）